# سمپوزیوم

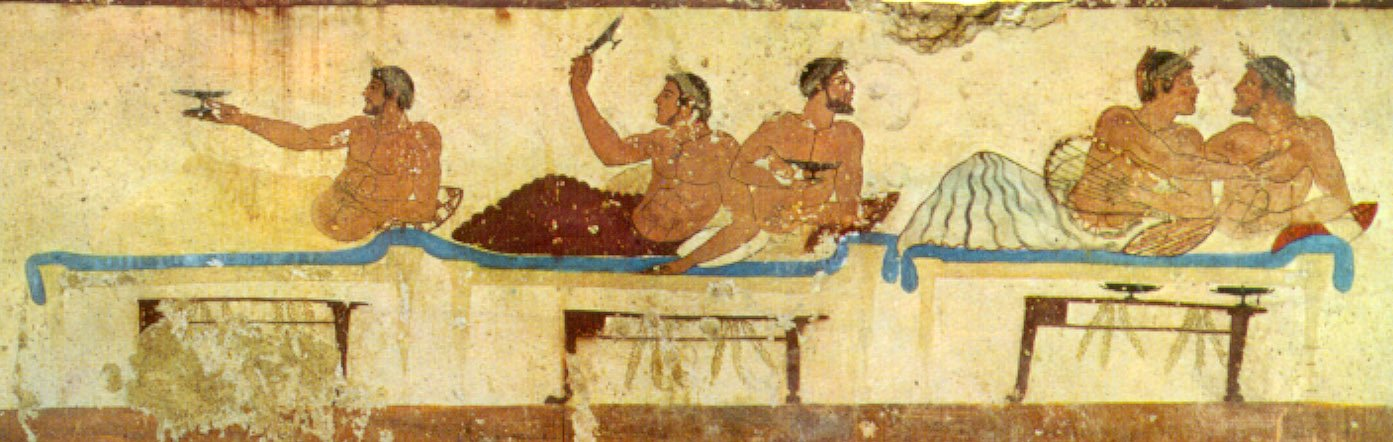
گردهم‌آیی سمپوزیوم، ۴۷۵ پ. م

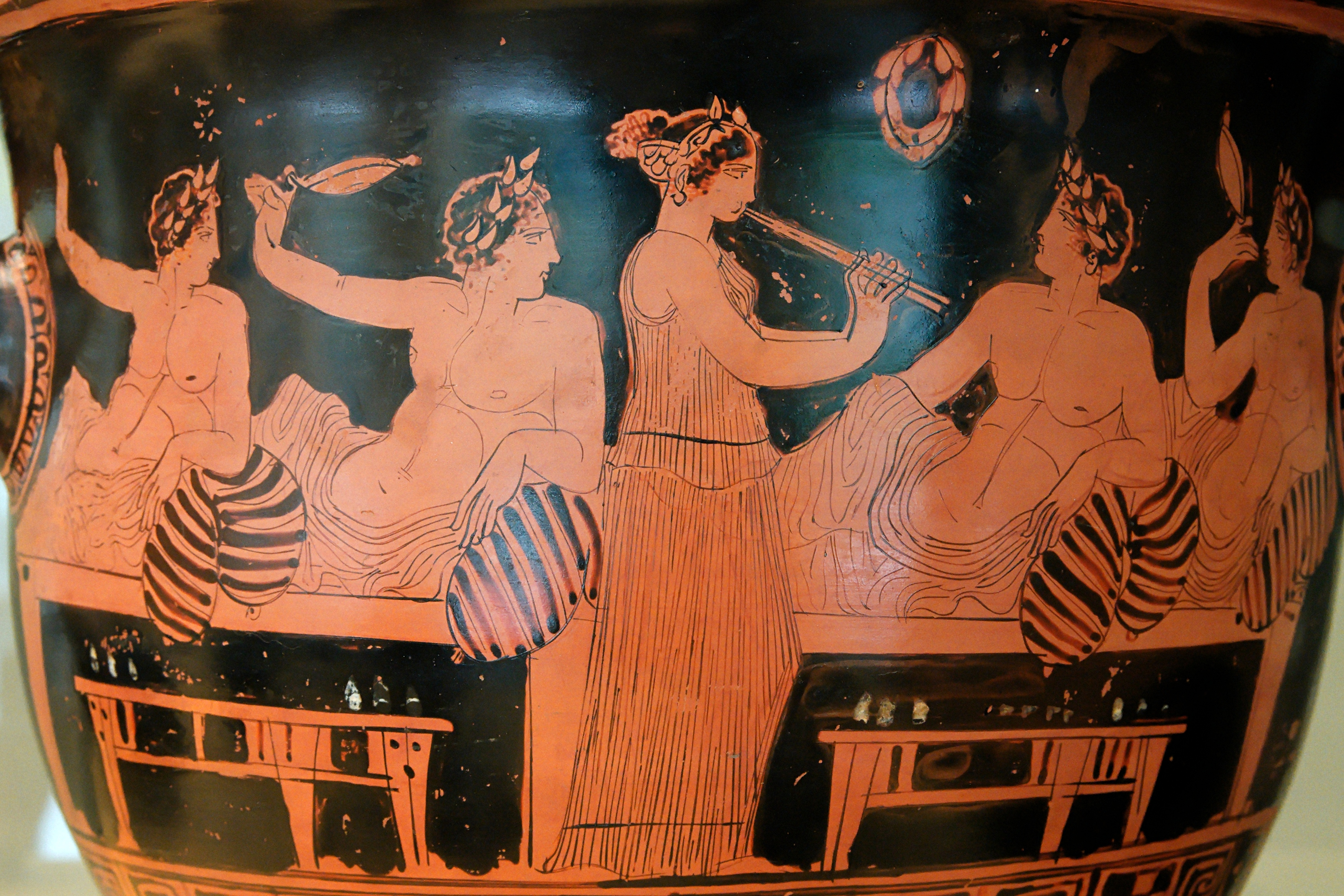
مردان در سمپوزیوم و زن فلوت‌نواز، ۴۲۰ پ. م

سمپوزیوم کلمهٔ یونانی (در یونانی کهن: συμπόσιον ، از ریشهٔ συμπίνειν به معنای «با هم نوشیدن») به معنای تلویحی و کاربردیِ آن زمان: «دور هم به خوشی (با صفا) نوشیدن» است. یونانیان باستان با نیت خدا دوستی این «مجالس باصفا» را با روش‌های سنتی برگزار می‌کردند. این مفهوم کهن در یونان باستان امروزه نیز به همایش دانشگاهی گفته می‌شود.

## روش
میهمان‌ها پس از صرف غذا به شستشوهای آیینی (بدن) پرداخته و باآب گل‌های مختلف گلاب افشانی می‌کردند. سپس سر یکدیگر و بشکه‌های شراب را با "تاج"‌هایی از شاخه‌های پیچک و روبان‌های سفید و قرمز می‌آراستند تا بدینوسیله نشان دهند که از خادمین دیونیسوس هستند. جرعه اول شراب به افتخار "دایمون" (در فلسفه یونان باستان = سرنوشت انسان /تقدیر) نوشیده شده سپس برای رضای خدایان شراب افشانی نموده و با نوای فلوت آوازی قدیمی که به افتخار آپولون سروده شده بود می‌خواندند. اگر مردی با نوشیدن شراب خود را "فراموش" می‌کرد (خط قرمز با معیارهای آن دوران) از مجلس طرد می‌شد.

## معنای امروزی
گرد هم آیی تخصصی در راستای برگزاری سخنرانی، بحث و گفتگوهای گروهی دربارهٔ موضوع‌های ویژه و از پیش تعیین شده پیرامون جستارهای علمی، سیاسی، اقتصادی، اجتماعی و غیره که با نتیجه‌گیری در پایان همراه است.
عنصر اصلی در سمپوزیوم، موضوع واحد آن است. معمولا در مکان های تجاری برگزار میگردد.